# Henri de Zutphen
Ne doit pas être confondu avec Henri Ier de Zutphen ou Henri II de Zutphen.
Heinrich von Zütphen (en fait probablement Heinrich/Hendrik Gelrie, dans la littérature ancienne à tort aussi Heinrich Moller ou Müller ; né vers 1488 à Zutphen, mort le 10 décembre 1524 à Heide) est un ermite augustinien devenu prédicateur luthérien.

## Biographie
On ne sait rien de ses origines et de sa jeunesse. Henri de Zütphen, probablement plus jeune que Martin Luther, ne rejoint pas les frères de la vie commune ou les franciscains de sa ville natale, mais la congrégation saxonne des ermites augustins réformés. Son nom de religieux est Jean. À ce titre, Zütphen est moine et inscrit à l'université de Wittenberg en 1508. Johann Lange se souvient y avoir passé trois ou quatre ans avec lui. Il se rend ensuite à Cologne, où se trouve également un monastère augustinien de la branche réformée. Il y devient sous-prieur en 1514. Dès l'année suivante, il est mentionné comme prieur à Dordrecht.
La Réforme protestante d'après les 95 thèses de Luther se répand dans l'ordre augustinien et à Dordrecht, comme Luther avec Johann von Staupitz. Henri tente d'imposer la Réforme à Dordrecht avec toute la sévérité, mais rencontre une opposition si forte qu'il doit démissionner de sa fonction à Dordrecht.
En 1520, il vient à Wittenberg. Il assiste à la publication de la bulle papale Exsurge Domine menaçant l'excommunication de Luther et de son autodafé par Luther. Le 12 janvier 1521, il reçoit le Baccalaureus biblicus sous le doyenné de Luther sous la direction du professeur Petrus Lupinus de Ratheim.
Henri de Zütphen développe des thèses et des réflexions sur la doctrine de la justification. Il doit aussi être proche de Luther, car il envoie ses salutations du château de la Wartbourg. Le 11 octobre 1521, il devient bachelier et bientôt aussi licencié en théologie. Des thèses sont également conservées de cette période, où Henri soumet sous la présidence de Jean Dölsch. Il est possible qu'elles n'eussent mises en avant qu'à cette occasion. Une série de thèses en 73 phrases est dirigée contre la messe privée, l'autre contient des conclusions sur le sacerdoce et le sacrifice. Henri séjourne à Wittenberg jusqu'en 1522 et participe également au chapitre des Augustins à Grimma, où il discute les thèses du 11 octobre 1521.
Quand Henri apprend les nouvelles persécutions de protestants aux Provinces-Unies, il se précipite à Anvers pour participer au mouvement évangélique là-bas. Il est présent parmi les augustiniens là-bas et s'adresse à la foule. Lorsqu'il est fait prisonnier, une émeute le fait libérer.
Après sa libération, Henri quitte Anvers et veut se rendre à Wittenberg par la Westphalie. Il se retrouve à Brême pendant le voyage, on lui demande de prêcher un sermon, puis de rester plus longtemps. Il demande à Luther la permission que Luther adresse à Wenzeslaus Linck. Henri reste à Brême et, avec la permission du conseil et du bourgmestre Daniel de Büren l'Ancien, prêche quotidiennement dans l'église Saint-Anschaire. L'archevêque Christophe de Brunswick-Wolfenbüttel ne réussit pas à l'expulser. Lorsqu'il est convoqué devant l'archevêché à Buxtehude, il se contente d'envoyer ses thèses du 11 octobre 1521.
Avec son influence, Jacob Probst, le prieur augustin d'Anvers qui a quitté l'ordre entre-temps et s'est marié à Wittenberg en 1523, est appelé à l'église Notre-Dame de Brême. Johann Timann vient peu après.
Comme Henri de Zütphen est désormais disponible à Brême, il accepte l'appel de Nicolas Boie à Meldorf, qui le connaissait probablement de Wittenberg, pour prêcher l'évangile dans la Dithmarse. Après avoir ôté son habit religieux en octobre 1524, Henri quitte Brême fin novembre sans attirer l'attention. Il prêche à Meldorf à une grande foule de gens, alors que le prieur dominicain Tomborch et également Torneborch de l'abbaye aient voulu empêcher sa prédication. Le 6 décembre 1524, Augustinus Torneborch et le prieur du Couvent dominician Saint-Jean de Hambourg (de) se rencontrent dans le réfectoire du couvent des Franciscains de Lunden pour savoir comment s'opposer au prédicateur luthérien. Selon Neocorus, le plan du prieur de Meldorf d'agresser et d'assassiner Zütphen séduit les moines ; cependant, il convient de noter que Neocorus (1559-1630), en tant que pasteur luthérien de Büsum, est très critique à l'égard de l'ordre.
Comme Augustinus Torneborch ne peut rien faire avec les autorités, lui et d'autres moines décident d'assassiner Henri de Zütphen dans la nuit. La résolution est exécutée le vendredi 9 décembre 1524. La paroisse est attaquée et pillée par des mercenaires ivres. Boie est maltraité. Henri est conduit à Heide après avoir eu les mains attachées à la queue d'un cheval. Il est torturé, battu à mort puis jeté au feu. Comme le cadavre n'a pas brûlé, le lendemain, la tête, les mains et les pieds sont coupés et brûlés, mais le torse est enterré au milieu de chants satiriques. Jacob Probst raconte à Luther la mort de son ami et demande une lettre de consolation pour Brême. L'écriture de Luther Historie von Bruder Heinrich von Zütphens Märtyrtode est largement diffusée, également dans une traduction en bas allemand. Lange écrit un rapport sur le martyre de son ancien compagnon de monastère. La Réforme revient dans la Dithmarse huit ans plus tard.